# 로제트 파크
로제트 파크(영어: Rossett Park)는 영국 잉글랜드 L23 Crosby, Merseyside에 위치한 축구 경기장으로 Marine A.F.C.의 홈구장이다. 현재는 스폰서십으로 인해 마린 트래블 아레나(Marine Travel Arena)으로 알려져 있다.